# Pays Melenig
Le Pays Melenig ou Pays Melenick (Petit Jaune en français) est un pays de Bretagne qui doit son nom au sobriquet donné jadis aux hommes d'Elliant, évoquant les broderies dorées de leur costume. 
Une autre hypothèse dit que le melenick ("petit jaune") est le nom local en breton du verdier, un oiseau de la famille des moineaux traditionnellement fréquent dans la région de Rosporden, Coray, Elliant et Ergué-Gabéric. 
Le pays Melenig est une enclave au sein du Bro Aven. Louis Le Bihannic, ancien président du cercle celtique d'Elliant dit : « Elliant est la seule commune de Bretagne qui possède son propre bro (pays). Le nom est devenu d'usage fréquent surtout ces dernières décennies :  « Du club de foot aux circuits de randonnée en passant par le bagad , le cercle celtique, la cidrerie ou le restaurant, il y a du Melenig à toutes les sauces » écrit Éric Daniellou. 
La mode du pays Melenig est une variante de la giz fouen.